# Parque Torrent Maduixer
El parque Torrent Maduixer se encuentra en el barrio de Sant Gervasi-La Bonanova, en el distrito de Sarrià-Sant Gervasi de Barcelona. Se halla ubicado en la falda de la sierra de Collserola, junto a la ronda de Dalt. Este parque fue concebido con criterios de autosuficiencia y sostenibilidad, una de las premisas básicas en la creación de áreas verdes en la ciudad condal en la actualidad, como los parques de Can Rigal, de la Primavera y de Rieres d'Horta.

## Descripción
El parque se sitúa sobre la cubierta de un edificio del área de mantenimiento y limpieza del Ayuntamiento de Barcelona, construido con criterios de eficiencia y sostenibilidad, ya que dispone de una bomba geotérmica para su consumo energético, la cual ofrece un alto rendimiento con poco consumo eléctrico. El terreno tiene una pendiente de 9 metros de desnivel, por lo que se organiza en una serie de cinco terrazas que salvan la diferencia de altura, conectadas con escaleras y caminos pavimentados. Estas terrazas generan una serie de plazoletas de sablón, y entre ellas hay taludes cubiertos de vegetación, principalmente plantas arbustivas, tapizantes y trepadoras, así como algunos árboles de tipo mediterráneo. El riego es automático, y se realiza mediante un programador gestor de electroválvulas. En la parte superior del parque hay un huerto urbano, y en la inferior se sitúa un área de juegos infantiles.